# Plebiscyt pocztowy w Australii w 2017 roku
Plebiscyt pocztowy w Australii w 2017 roku – ogólnonarodowe głosowanie (quasi-referendum), przeprowadzone drogą pocztową wśród wszystkich obywateli Australii, posiadających federalne czynne prawo wyborcze, w dniach od 12 września do 7 listopada 2017. Pytanie plebiscytowe dotyczyło dopuszczalności zawierania małżeństw przez pary jednopłciowe. Poparcie dla legalizacji takich małżeństw wyraziło 61,6% głosujących, 38,4% było przeciwnego zdania, zaś 0,29% głosów uznano za nieważne.

## Okoliczności przeprowadzenia głosowania

### Wcześniejszy stan prawny
Od 2004 obowiązująca w całej Australii, na mocy prawa federalnego, definicja małżeństwa wyraźnie stwierdzała, iż małżeństwo jest związkiem kobiety i mężczyzny. Według stanu prawnego na moment rozpisania plebiscytu, związki homoseksualne mogły być traktowane jako tzw. związki de facto, to jest związki nieformalne, które w pewnych sytuacjach mogą korzystać z uznania przez władze państwowe, jednak po spełnieniu określonych warunków, np. wykazaniu trwałego charakteru związku, wspólnego zamieszkania, wspólnej własności, a nawet istniejącego pożycia seksualnego. Stany i terytoria mogły dopuszczać w swoim ustawodawstwie rejestrację takich związków pod określonymi warunkami, jednak nie w każdym z nich było to możliwie.

### Przygotowania do plebiscytu
Pierwotnie planowane było przeprowadzenie głosowania obywateli w sprawie legalizacji małżeństw homoseksualnych w formie klasycznego referendum, co w warunkach australijskich oznaczałoby również obowiązek udziału pod karą grzywny. Projekt ustawy w tej sprawie został przyjęty przez Izbę Reprezentantów stosunkiem głosów 76:67 w dniu 20 października 2016, jednak 7 listopada tego samego roku Senat odrzucił projekt w całości stosunkiem głosów 33:29. Ugrupowania, które sprzeciwiały się temu projektowi, przede wszystkim Australijska Partia Pracy (ALP) i Australijscy Zieloni, co do meritum popierały legalizację małżeństw homoseksualnych. Stały jednakże na stanowisku, iż parlament może zdecydować o tym samodzielnie, bez wzywania obywateli do urn. Co więcej, partie te postrzegały przedmiotową kwestię jako zagadnienie z dziedziny podstawowych praw i wolności obywatelskich, które nie powinny być przedmiotem referendum, gdyż wynikają bezpośrednio z praw człowieka. Obawiano się także, iż kampania referendalna stworzy okazję do publicznego prezentowania postaw homofobicznych.
W tej sytuacji wśród polityków rządzącej Koalicji narodził się pomysł, aby przeprowadzić głosowanie w formie niewiążącego prawnie i nieobowiązkowego pod względem udziału plebiscytu pocztowego.  Na początku sierpnia 2017 rząd federalny ogłosił, iż zdecyduje się na takie rozwiązanie, jeśli parlament po raz kolejny odmówi zgody na zwykłe referendum. Zgodnie z przewidywaniami, w głosowaniu przeprowadzonym 9 sierpnia Senat ponownie nie przyjął propozycji w tej sprawie. W tej sytuacji rząd rozpoczął przygotowania do głosowania pocztowego, powierzając rolę koordynacyjną w tej sprawie Australijskiemu Biuru Statystycznemu, co nie wymagało zgody wyrażonej w ustawie. Łączny koszt przeprowadzenia plebiscytu oszacowano na 122 mln dolarów australijskich.

## Organizacja plebiscytu

### Kalendarz czynności
- 24 sierpnia 2017 był ostatnim dniem, w którym obywatele mogli uzupełnić lub zaktualizować swoje dane w rejestrze wyborców[1]; o prawie udziału w plebiscycie oraz adresie, pod który wysłany został zestawy plebiscytowy, decydował stan rejestru na ten dzień.
- 12 września 2017 rozpoczął się dwutygodniowy proces wysyłki do wszystkich osób ujętych w rejestrze wyborców zestawów plebiscytowych[1], składających się z karty do głosowania, instrukcji jej prawidłowego wypełnienia oraz koperty zwrotnej z opłatą pocztową przeniesioną na odbiorcę.
- 25 września 2017 rozpoczęło się przyjmowanie zamówień na zestawy zastępcze (w miejsce zagubionych lub zniszczonych), otwarto również możliwość zastępczego głosowania internetowego lub telefonicznego[1].
- 20 października 2017 zakończyły się procedury związane z zestawami zastępczymi i głosowaniem zastępczym[1].
- 27 października 2017 przypadał zalecany ostateczny dzień wysyłania wypełnionych kart do głosowania przez wyborców, tak aby dotarły one na czas[1].
- 7 listopada 2017 zamknięto przyjmowanie wypełnionych kart – głosy nadesłane po tej dacie uznano za nieważne[1].
- 15 listopada 2017 ogłoszono wyniki.

### Pytanie plebiscytowe

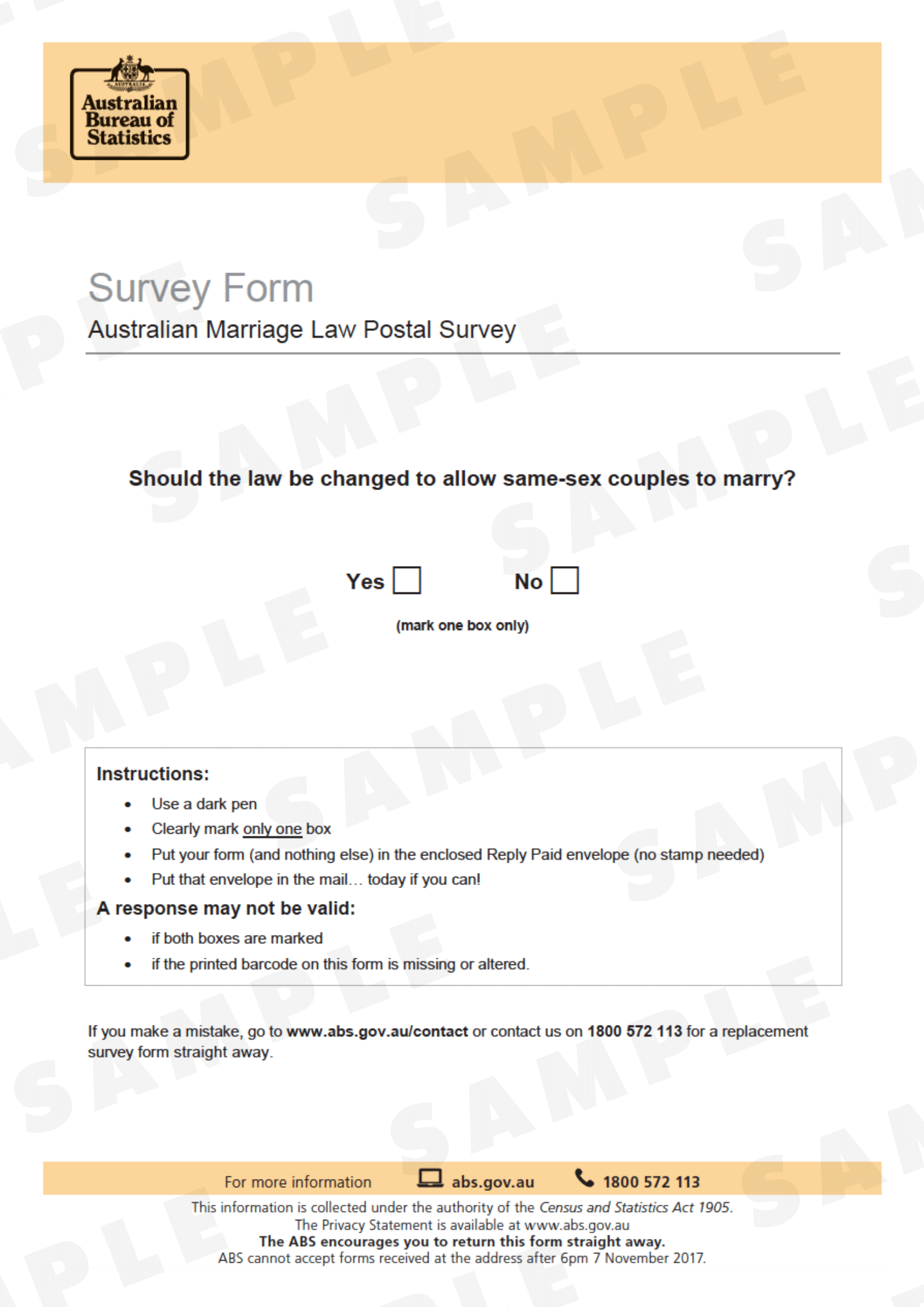

Pytanie plebiscytowe brzmiało: „Czy prawo powinno zostać zmienione tak, aby zezwolić parom tej samej płci na zawieranie małżeństw (ang. Should the law be changed to allow same-sex couples to marry)?”. Dopuszczalne były tylko odpowiedzi „tak” lub „nie”, dla oddania ważnego głosu należało wybrać jedną z nich.

## Kampania plebiscytowa

### Stanowiska partii politycznych
Spośród najważniejszych partii politycznych, działających na szczeblu federalnym, tylko Narodowa Partia Australii zachęcała swoich wyborców do oddawania głosów na NIE. Australijska Partia Pracy i Australijscy Zieloni prowadzili kampanię na rzecz głosowania na Tak. Liberalna Partia Australii, główna partia koalicji rządzącej, nie zajęła stanowiska jako całość. Ugrupowanie to zobowiązało się, iż uszanuje decyzję większości obywateli, natomiast w czasie kampanii jego politycy mogli wypowiadać się zgodnie z własnym sumieniem. W praktyce jej bardziej centrowe skrzydło, na czele z premierem Malcolmem Turnbullem, zajęło stanowisko na Tak, natomiast bardziej konserwatywne środowiska w partii, z politykami takimi jak były premier Tony Abbott, były przeciwko zmianom. Również populistyczna partia One Nation dała swoim członkom wolną rękę w tej sprawie, choć jej liderka, Pauline Hanson, opowiedziała się przeciwko legalizacji.

### Stanowiska związków wyznaniowych
Poparcie dla legalizacji małżeństw homoseksualnych wyraziły instytucje reprezentujące m.in. australijskich hinduistów, buddystów, kwakrów oraz Żydów progresywnych.  Przeciwne stanowisko zajęła większość duchowieństwa chrześcijańskiego, w tym anglikańskiego, katolickiego i prawosławnego, a także imamowie muzułmańscy.

### Stanowiska znanych Australijczyków
Wśród znanych Australijczyków publicznie popierających legalizację małżeństw homoseksualnych znaleźli się m.in. Cate Blanchett, Hugh Jackman, Nicole Kidman, Kylie Minogue i Sia. Przeciwną opinię wyrazili m.in. sportowiec Israel Folau, prawnik David Flint (prywatnie gej) oraz niektórzy emerytowani politycy wysokiego szczebla, m.in. John Howard i Warren Truss.

## Wyniki

### Podsumowanie

Wyniki (zielony – TAK; czerwony – NIE) naniesione na mapę Australii z podziałem na okręgi wyborcze do Izby Reprezentantów

W skali całego kraju opcję TAK poparło 7 817 247 osób (61,6% głosujących), zaś opcję NIE 4 873 987 osób (38,4%). Frekwencja wyniosła ok. 79,5%. W każdym ze stanów i terytoriów federalnych została odnotowana większość głosów na TAK. W rozbiciu na jednomandatowe okręgi wyborcze do Izby Reprezentantów, za legalizacją była większość wyborców w 133 okręgach, przeciwny pogląd przeważył w 17 okręgach.

### Wyniki w stanach i terytoriach
| stan / terytorium                  | % głosów na TAK | % głosów na NIE |
| ---------------------------------- | --------------- | --------------- |
| Australia Południowa               | 62,5            | 37,5            |
| Australia Zachodnia                | 63,7            | 36,3            |
| Australijskie Terytorium Stołeczne | 74,0            | 26,0            |
| Nowa Południowa Walia              | 57,8            | 42,2            |
| Queensland                         | 60,7            | 39,3            |
| Tasmania                           | 63,6            | 36,4            |
| Terytorium Północne                | 60,6            | 39,4            |
| Wiktoria                           | 64,9            | 35,1            |

źródło: